# Hordel

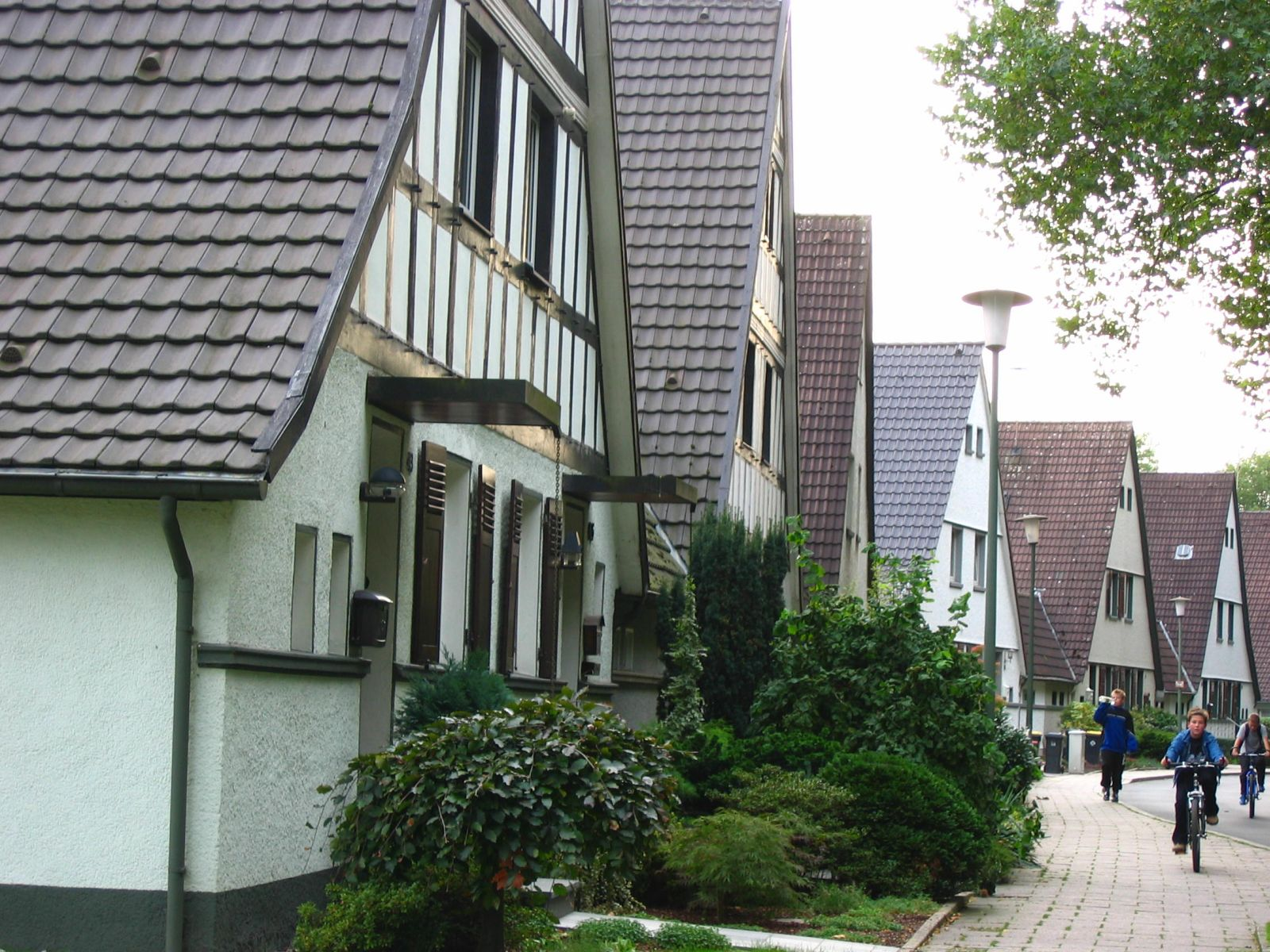
Die Dahlhauser Heide (Kappskolonie), Sechsbrüderstraße

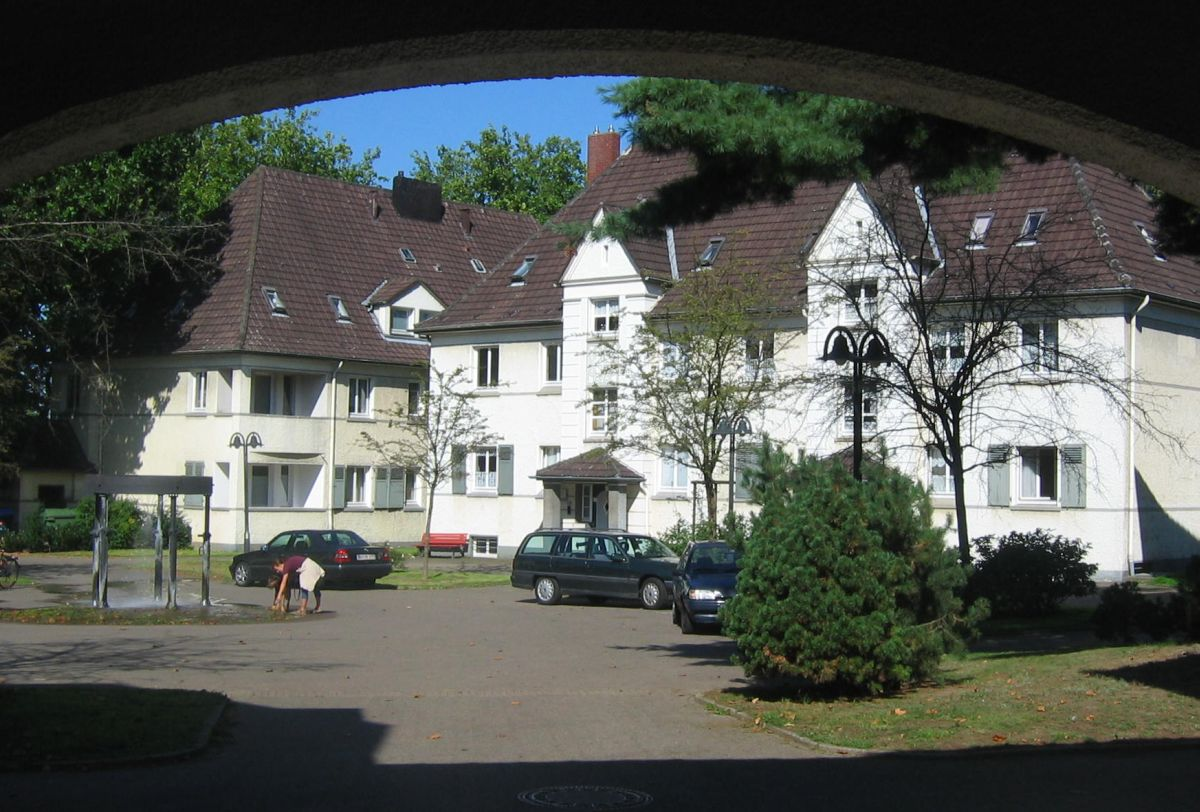
Der Beamtenplatz der Dahlhauser Heide

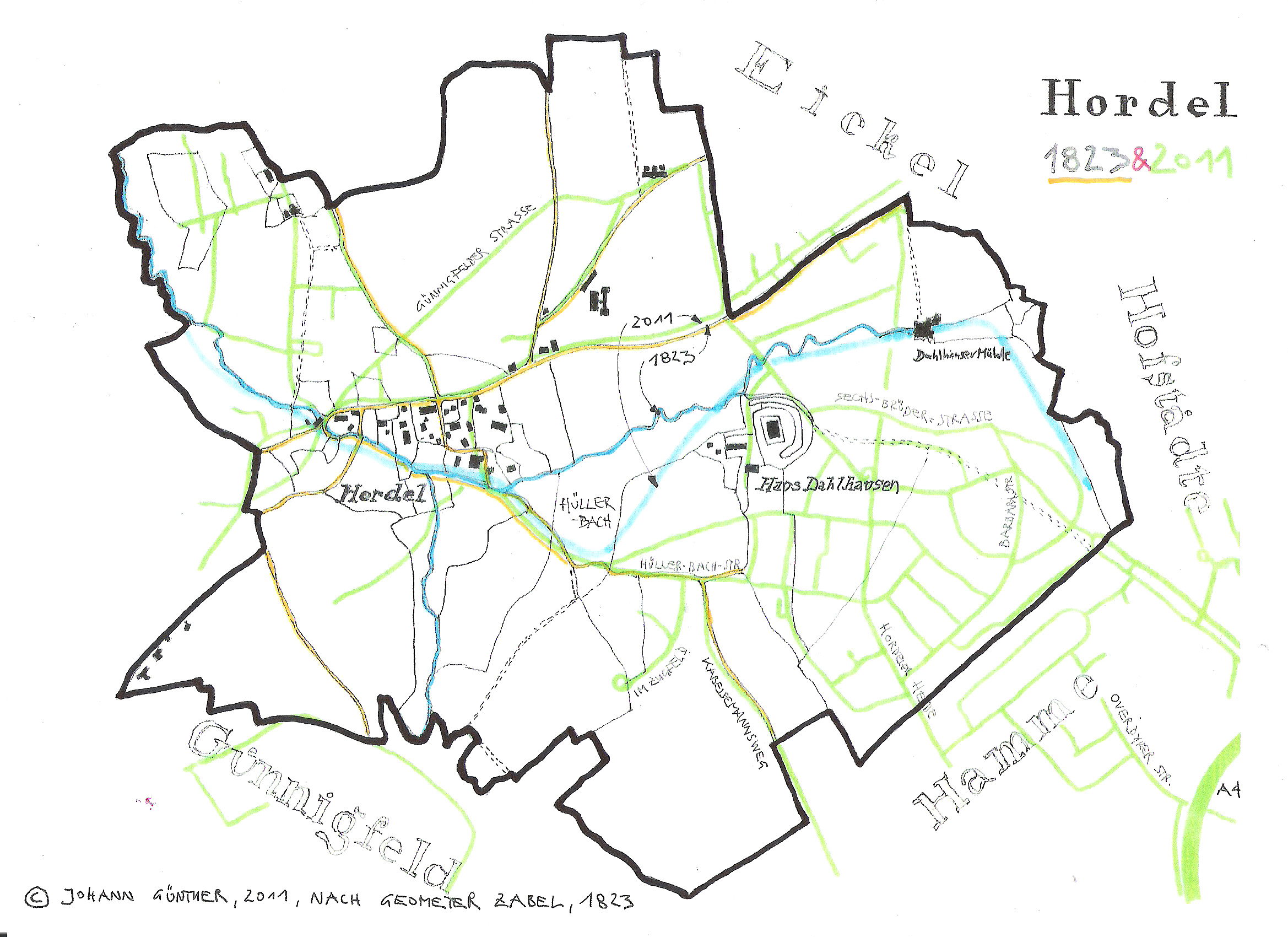
Hordel(Bochum) 1823 nach Geometer Zabel und aktuell (2011)

Hordel ist ein Stadtteil an der Nordgrenze von Bochum-Mitte zu Herne. Er wurde durch das Gesetz über die Neuregelung der kommunalen Grenzen im rheinisch-westfälischen Industriebezirke am 1. April 1926 nach Bochum eingemeindet. Ein kleinerer Teil wurde damals Wattenscheid zugesprochen. An der Straßenunterführung „Am Blumenkamp“ befindet sich mit 43 m über NN der niedrigstgelegene Punkt Bochums.

## Geschichte
Der Ort, an dem das spätere Hordel entstand, war in germanischer Zeit Siedlungsgebiet des Stammes der Brukterer. Diese verloren es im Laufe des 7. Jahrhunderts an die von Norden einfallenden Sachsen. Nach langwierigen Kämpfen konnten die Franken unter Karl dem Großen die Sachsen – auch die des Brukterer-Gaus – unterwerfen und befrieden. Die Christianisierung begann im Jahre 802 mit der Gründung des Klosters Werden.
Die erste urkundliche Erwähnung von Hordel als Hurlaon finde sich um das Jahr 900 im Heberegister des Klosters Werden (Werdener Urbar A), welches viele Bauernschaften (villae) im Borahtron-Gau auflistete.
Das Schatzbuch der Grafschaft Mark von 1486 nennt in Hordel einen Straitman to Rolinchusen, übertragen: Stratmann zu Röhlinghausen. Die Bauerschaft Röhlinghausen, heute ein Herner Stadtteil, war im 15. Jahrhundert ein Teil von Hordel.
Im Jahr 1798 ergab eine Personenstandsaufnahme im Oberamt Bochum für die Landgemeinde Hordel 
1. in der Bauerschaft: 15 Häuser und 15 Familien mit 16 Männern, 23 Frauen, 14 Söhnen, 19 Töchtern, 11 Dienstleuten = 83 Personen,
2. im adeligen Haus Dahlhausen: 1 Haus und 1 Familie mit 1 Mann ohne Frau und Kind, 3 Mägden, 2 Knechten = 6 Personen,
3. im adeligen Eigentum: 1 Haus und 1 Familie mit 1 Mann ohne Frau und Kind, 1 Magd = 2 Personen.

Somit lebten 1798 in Hordel 91 Personen.
Seit den ersten Jahrzehnten des 20. Jahrhunderts sind die Namen Oberhordel und Unterhordel gebräuchlich. Oberhordel umfasst im Wesentlichen die Siedlung Dahlhauser Heide. Unterhordel wird der nordwestliche Teil im Großraum der Kirchengebäude genannt. Noch im 19. Jahrhundert war Hordel ausschließlich im heutigen Unterhordel besiedelt. Im späteren Oberhordel, an der heutigen Bertastraße, befand sich lediglich das Gut Haus Dahlhausen aus dem Jahr 1792. Das Gut ist im klassizistischen Fachwerkstil auf dem Gelände einer mittelalterlichen Burganlage errichtet worden. Die ehemalige Gräfte trocknete durch Bergsenkungen aus und das Gebäude erlitt erhebliche Bergschäden. Dahinter befindet sich ein Pferdehof mit Gastronomie. Östlich des Gutes am Hüller Bach befand sich die Mühle Dahlhausen mit einem Teich. Die Gemeindekarte, die der Geometer Zabel „auf dem Felde am 30. Sept. 1823 beendigt“ hatte, weist für die übrige Gesamtfläche ansonsten nur Acker, Wiesen und Wald aus. Das Gebiet östlich der heutigen Straße Hordeler Heide war demzufolge bewaldet.
Um 1823 war Hordel in dem Dreieck zwischen Hannoverstraße, Hüller-Bach-Straße und Hüller Bach bereits besiedelt. Spuren sind heute noch sichtbar. Die damals unbebaute Röhlinghauser Straße ist schon in ihrem heutigen Verlauf – von Norden kommend – nachweisbar. Sie mündete jedoch nicht in die Hannoverstraße, sondern kreuzt sie und durchquert die Siedlung und biegt hinter dem erhaltenen Bauernhof nach Osten ab. Die Trasse ist noch im Luftbild sichtbar. Der durch Hannoverstraße und Hüller Bach begrenzte Siedlungsbereich öffnete sich nach Osten über das Kindergartengrundstück hinaus. Während der Hüller Bach heutzutage in seinem geradlinigen Betonbett mit einem Haken nach Süden ausweicht, schlängelte er sich in alter Zeit eher in direkter Ostwestrichtung. Mit seiner Umleitung wich er der späteren Halde der Zeche Hannover aus.
Erschlossen wurde das alte Hordel in Ostwestrichtung über die Straße, die dem Verlauf der Hannoverstraße entspricht. Nach Norden gab es den Vorläufer der Röhlinghauser Straße. Eine Südverbindung folgte in etwa der jetzigen Hüller-Bach-Straße. Sie reichte zwar auch bis an das Gutsgebiet heran, bog jedoch mit ihrer Hauptrichtung nach Süden in den Kabeisemannsweg ein und führte in das alte Goldhamme an der Einmündung zur Centrumsstraße. Eine direkte Verbindung mit Hamme, dem früheren Hundhamme, und Bochum, wie sie heute selbstverständlich ist, existierte nicht.
Im Jahr 1854 wurde der erste Schacht der Zeche Hannover abgeteuft und die Zeche entwickelte sich nach der Übernahme durch Krupp zu einer Großschachtanlage ausgebaut. Um Bergleute der Zechen Hannover und Hannibal an den Betrieb zu binden, wurde zu Beginn des 20. Jahrhunderts (1906–1915) planmäßig die Arbeitersiedlung Dahlhauser Heide aufgebaut, die im Volksmund auch „Kappskolonie“ genannt wird. Die Architektur in der Dahlhauser Heide entspricht einer Gartenstadt und orientierte sich bewusst an vorindustriellen Bauformen, dem sogenannten „Heimatstil“. Der dörfliche Charakter der Siedlung wird durch die fachwerkähnliche Fassadengestaltung und die tief heruntergezogenen Dachtraufen hervorgerufen, die an altwestfälische Bauernhäuser erinnern. Der vorherrschende Haustyp ist das Zweifamilienhaus mit Wohnküche und Wohnzimmer im Erdgeschoss und zwei Schlafzimmern im Obergeschoss. Die Verbindung zum Nachbarhaus wird durch den Stall hergestellt. In diesen Häusern wohnten die einfachen Zechenarbeiter. Daneben gibt es mehrere "Steigerhäuser", die vornehmlich an den Straßenkreuzungen zu finden sind. Diese verfügen im Erd- und Obergeschoss jeweils über ein zusätzliches Zimmer. Heutzutage sind bei einem Großteil der Häuser, von der Straßenseite aus nicht sichtbar, die Ställe und Anbauten durch großzügige Erweiterungen und Wintergärten nach hinten verlängert. Interessant ist auch, dass in manchen Häusern trotz einer von außen absolut symmetrischen Fassade die Wohnfläche auf die beiden Haushälften im Verhältnis 60/40 aufgeteilt ist.
Die Straßen und Wege in der Siedlung sind sehr verwinkelt und für den Siedlungsfremden schwierig auszumachen. Die Siedlung selbst ist wieder aufgeteilt in Bereiche, die den unterschiedlichen hierarchischen Ständen der Zechenbediensteten zugewiesen waren. Die Häuser an dem Beamtenplatz wurden den Zechenbeamten zugewiesen. Dabei handelte es sich jedoch nicht um Beamte im heutigen Sinne, sondern um leitende Angestellte, da die Zechen sich in Privatbesitz befanden und Bedienstete mit echtem Beamtenstatus nur innerhalb der staatlichen Bergaufsicht zu finden waren. Bis in die 1960er Jahre war die Kolonie ein abgegrenztes Dorf, das sogar durch Schranken an den Zufahrtsstraßen versehen war.
Durch Hordel fließt der Hüller Bach, zu welchem in Hordel der Hofsteder Bach und der Marbach zusammenfließen. Beide Bäche werden derzeit noch teilweise als Abwässerkanäle benutzt. Sie werden im Rahmen des Projekts Umbau des Emschersystems wieder in einen naturnahen Zustand versetzt. Die an der Oberfläche verlaufende Betonsohle des Marbaches führt bereits seit geraumer Zeit kein Wasser mehr, ihr Verlauf ist allerdings trotz heftiger Überwucherung mit Buschwerk und Gestrüpp noch immer klar erkennbar.
Drei ehemalige Eisenbahnlinien verlaufen entlang der Hordeler Ortsgrenzen. Im Norden die sogenannte Salzstrecke, welche Wanne-Eickel mit Bochum-Riemke verband, im Nordwesten die ehemalige Strecke von Wanne-Eickel nach Gelsenkirchen-Wattenscheid und im Südwesten die Erzbahn, die heute umgestaltet und auf ganzer Länge als Rad- und Fußweg zur Verfügung steht. Die auf einem kurzen Stück parallel zur Erzbahn verlaufende „Carolinenglückbahn“ wird als Werksbahn vom ThyssenKrupp-Konzern genutzt.

## Bevölkerung
Am 31. Dezember 2024 lebten 3.250 Einwohner in Hordel.
Strukturdaten der Bevölkerung in Hordel:
- Minderjährigenquote: 16,1 % [Bochumer Durchschnitt: 15,2 % (2024)]
- Altenquote (60 Jahre und älter): 32,2 % [Bochumer Durchschnitt: 29,3 % (2024)]
- Ausländeranteil: 9,3 % [Bochumer Durchschnitt: 17,0 % (2024)]
- Arbeitslosenquote: 6,9 % [Bochumer Durchschnitt 8,9 % (2017)]

## Söhne und Töchter von Hordel
- Hermann Meyer-Burgdorff (1889–1957), Chirurg